# Instituto Americano de Ingenieros Eléctricos
El Instituto Estadounidense de Ingenieros Eléctricos (American Institute of Electrical Engineers; AIEE) fue una organización, con sede en Estados Unidos, de ingenieros eléctricos que existió desde 1884 hasta 1962.
El 1 de enero de 1963 se fusionó con el Instituto de Ingenieros de Radio (IRE), formando así el Instituto de Ingenieros Eléctricos y Electrónicos (IEEE). Si bien quedó atrás su nombre, no lo hicieron sus metas ni objetivos ni mucho menos su espíritu pues la fusión fue en verdad una evolución a más y mejor.

## Premios y galardones
El máximo galardón concedido por el AIEE era la llamada Medalla Edison AIEE, actualmente conocida como la Medalla Edison IEEE.
Fue en 1908 cuando el AIEE firmó un acuerdo con el grupo que la creó, en 1904, para poder, finalmente, concederla. De tal modo, en 1909, se entregó la primera a Elihu Thomson.
La medalla era anual, y así fue hasta que, en 1963, tras la creación del Instituto de Ingenieros Eléctricos y Electrónicos (IEEE), siguió con su regularidad pero no con su nombre; ahora era la Medalla Edison IEEE, pasando a ser el 2º mayor galardón concedido por el IEEE así como su medalla más importante.